# Ussurka
Ussurka (en rus: Уссурка) és un poble del krai de Primórie, a l'Extrem Orient de Rússia, que el 2018 tenia 613 habitants.